# Список поглинань Яндекса
Яндекс  —  заборонена в Україні російська ІТ-компанія, що володіє однойменною системою пошуку в Мережі та інтернет-порталом.

## Поглинання
| №  | Дата поглинання   | Компанія          | Область діяльності | Країна  | Вартість             | Де використовується        | Джерела |
| -- | ----------------- | ----------------- | --- | ------- | -------------------- | -------------------------- | ------- |
| 1  | 27 березня 2007   | Мій Круг          | соціальна мережа | Росія   |                      | Мій Круг                   | [ 2 ]   |
| 2  | 1 квітня 2007     | Searchengines.ru  | найбільший російськомовний ресурс, присвячений оптимізації сайтів для пошукових систем                                                                                        | Україна |                      |                            | ,       |
| 3  | 2007              | Смартком          | розробник програм для мобільних телефонів | Росія   |                      | Мобільний напрям «Яндекса» | [ 5 ]   |
| 4  | 2008              | Punto Switcher    | програма для автоматичного перемикання між різними розкладками клавіатури | Росія   |                      | Punto Switcher             | [ 6 ]   |
| 4  | 16 червня 2008    | «СМІлінк»         | збір та обробка інформації про автомобільні пробки | Росія   |                      | Яндекс.Пробки              | [ 7 ]   |
| 5  | 2010              | ГІС Технології    | ГІС | Росія   |                      | Яндекс.Карти               | [ 8 ]   |
| 6  | 24 грудня 2010    | Вебвізор          | аналіз дій відвідувачів сайту | Росія   |                      | Яндекс.Метрика             | [ 9 ]   |
| 7  | 21 жовтня 2008    | Медіа Селлінг     | агентство з розміщення банерної реклами в інтернеті | Росія   |                      | Яндекс.Директ              | [ 10 ]  |
| 8  | 2011              | Loginza           | OpenID 2.0 провайдер облікових записів — сервіс, що дозволяє забезпечити аутентифікацію сайті через облікові записи поширених порталів та сервісів без додаткової реєстрації. | Росія   |                      |                            | [ 11 ]  |
| 9  | 26 серпня 2011    | The Tweeted Times | агрегатор новин з Твіттер | США     |                      | The Tweeted Times          | [ 12 ]  |
| 10 | 28 листопада 2011 | SPB Software      | розробка програм для мобільних пристроїв | Росія   | 38 мільйонів доларів | Яндекс.Shell               | [ 13 ]  |
| 11 | 18 січня 2012     | clck.ru           | Скорочення URL | Росія   |                      | clck.ru                    | ,       |